# Латеральная крыловидная мышца
Латеральная крыловидная мышца (лат. musculus pterygoideus lateralis) расположена в подвисочной ямке. Она начинается от верхнечелюстной поверхности большого крыла клиновидной кости и от наружной поверхности угла пластинки крыловидного отростка той же кости; прикрепляется мышца к шейке нижней челюсти, а кроме того некоторые её волокна отходят к суставной ямке сустава.

## Функция
Функция мышцы заключается в том, что она смещает нижнюю челюсть кпереди и в сторону. Если крыловидные мышцы правой и левой сторон работают одновременно, то нижняя челюсть смещается кпереди; если же сокращается мышца только на одной стороне, то нижняя челюсть сдвигается в противоположную сторону.
Опускается нижняя челюсть в результате сокращения тех мышц, которые расположены ниже неё — на шее.
При жевании нижняя челюсть не только опускается вниз и поднимается вверх. Она также смещается из стороны в сторону и совершает некоторые движения вперёд и назад. Благодаря этим движениям происходит равномерное измельчение пищи.